# Gliese 180
Gliese 180 (GJ 180), è una stella nana rossa nella costellazione dell'Eridano, situata a 39,5 anni luce dal sistema solare. È nota per avere due pianeti, Gliese 180 b e Gliese 180 c, in orbita attorno a sé.

## Caratteristiche
Gliese 180 è una delle tante piccole nane rosse che popolano l'universo, avente una massa e un raggio rispettivamente del 46% e 41% di quelli del Sole, e una temperatura superficiale di circa 3500 Kelvin.
Gliese 180 b e Gliese 180 c hanno rispettivamente una massa di 6,4 e 8,3 masse terrestri. Secondo il Planetary Habitability Laboratory (PHL) di Porto Rico entrambi i mondi del sistema possono essere classificati come pianeti potenzialmente abitabili, situati cioè all'interno della zona abitabile. Tuttavia, Mikko Tuomi, il cui gruppo di ricerca ha scoperto i pianeti, non è d'accordo sul pianeta b, giudicandolo troppo caldo per essere abitabile.
Nel gennaio 2020 è stato scoperto un terzo pianeta nel sistema, Gliese 180 d: orbita in un periodo di 106 giorni a una distanza di 0,31 UA; essendo la sua massa 7,5 volte quella terrestre potrebbe trattarsi anch'esso di una super Terra, anche se considerando il margine d'incertezza sulla massa ed essendo sconosciuto il suo raggio non è possibile affermarlo con certezza, potrebbe trattarsi anche di un nano gassoso. Nello stesso studio non è stato registrato un segnale significativo del pianeta c, quello con periodo di 24 giorni.
| Pianeta | Tipo        | Massa              | Periodo orb.    | Sem. maggiore |
| ------- | ----------- | ------------------ | --------------- | ------------- |
| b       | super Terra | 6,75 M⊕            | 17,133 giorni   | 0,092 UA      |
| с       | super Terra | 6,3 M⊕             | 24,329 giorni   | 0,129 UA      |
| d       | super Terra | 7,49+2,66 −2,33 M⊕ | 106, 341 giorni | 0,31 UA       |